# Obleganje Savannah
Obleganje Savannah ali druga bitka pri Savannah je bil spopad v ameriški revolucionarni vojni (1775–1783) leta 1779. Leto prej je mesto Savannah v Georgiji zajel britanski ekspedicijski korpus pod poveljstvom podpolkovnika Archibalda Campbella. Obleganje je bil skupni francosko-ameriški poskus ponovnega zavzetja Savannah, ki je potekal od 16. septembra do 18. oktobra 1779. 9. oktobra je velik napad na britanske oblegovalne položaje propadel. Med napadom je bil smrtno ranjen poljski plemič grof Casimir Pulaski, ki je poveljeval združenim konjeniškim silam na ameriški strani. Po neuspelem skupnem napadu je bilo obleganje opuščeno, Britanci pa so ostali v nadzoru nad Savannah do julija 1782, blizu konca vojne.
Leta 1779 se je več kot 500 rekrutov iz Saint-Domingue (francoske kolonije, ki je kasneje postala Haiti), pod splošnim poveljstvom francoskega plemiča Charlesa Hectorja, grofa d'Estainga, borilo skupaj z ameriškimi kolonialnimi četami proti britanski vojski med obleganjem Savannah. To je bil eden najpomembnejših tujih prispevkov k ameriški revolucionarni vojni. Te francosko-kolonialne sile so bile ustanovljene šest mesecev prej in so jih vodili beli častniki. Rekruti so prihajali iz črnske populacije in so vključevali svobodne ljudi barve ter sužnje, ki so iskali svobodo v zameno za svojo vojaško služenje.